# BLUAI
BLUAI is een Belgische band uit Antwerpen die verschillende muziekstijlen combineert en met een volledig vrouwelijke bezetting. Hun muziek wordt omschreven als een combinatie van indiefolk en Americana.

## Geschiedenis

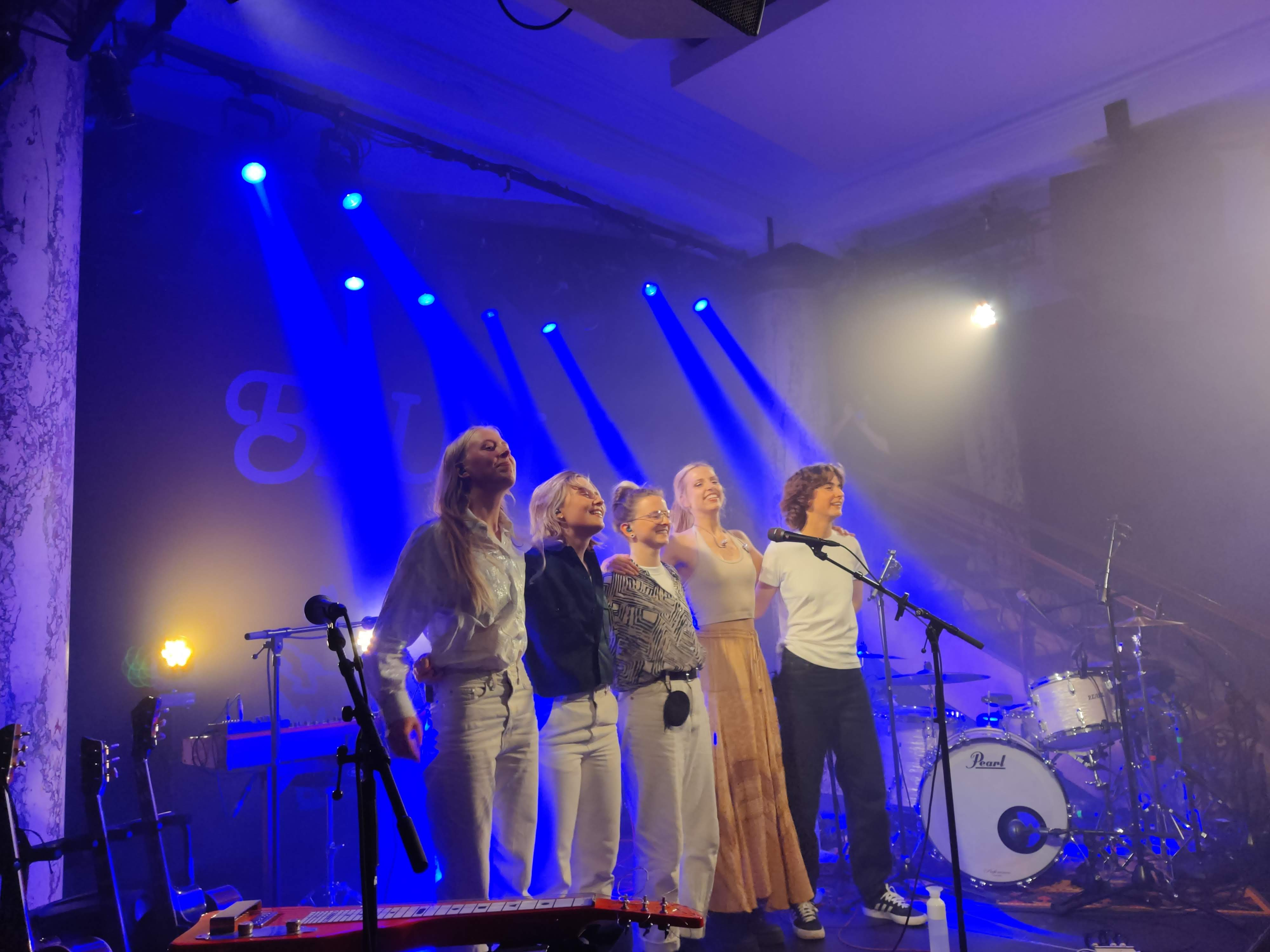
Bluai in De Roma

De band werd in 2021 opgericht door Catherine Smet, Caitlin Talbut, Mo Govaerts en Ilayda Cicek. De eerste single van de band was Lady. In 2022 won het trio zowel Humo's Rock Rally, Sound Track als De Nieuwe Lichting. Cicek won ook met een andere band, ILA, een categorie in De Nieuwe Lichting, waarna ze BLUAI verliet. In het najaar van 2022 bracht de band haar eerste ep Junkyard uit op het Belgische indielabel Unday , met Amina Parago op gitaar. Het album werd door 3 voor 12 goed ontvangen. Voorafgaand aan de uitgave bracht de band enkele singles uit: Dime Store, Hate You en One Night.
In de zomer van 2023 speelde BLUAI – na het vertrek van Parago – als trio op Pukkelpop een nieuwe single genaamd In Over My Head. Ook kondigde de band reeds hun debuutalbum Save It For Later aan, dat uitkwam in maart 2024. Begin 2024 stond BLUAI op het festival Eurosonic, in de zomer van 2024 op de mainstage van Rock Werchter en op het hoofdpodium van ManiFiesta.

## Discografie

### Ep's
| Jaar | Titel    | Opmerkingen |
| ---- | -------- | ----------- |
| 2022 | Junkyard |             |

### Albums
| Jaar | Titel             | Opmerkingen |
| ---- | ----------------- | ----------- |
| 2024 | Save It For Later |             |

### Singles (selectie)
| Jaar | Titel           | Album/Ep          | Opmerkingen |
| ---- | --------------- | ----------------- | ----------- |
| 2021 | Lady            | Junkyard          |             |
| 2022 | Dime Store      | Junkyard          |             |
| 2022 | Hate You        | Junkyard          |             |
| 2022 | One Night       | Junkyard          |             |
| 2023 | In Over My Head | Save It For Later |             |
| 2023 | My Kinda Woman  | Save It For Later |             |

### Promotionele singles
| Jaar | Titel            | Album/Ep | Opmerkingen                           |
| ---- | ---------------- | -------- | ------------------------------------- |
| 2023 | Gasoline (cover) | -        | met Anne-Sophie, Amber, Hanne & Marie |